# El Álamo (banda)
El Álamo fue un grupo de rock progresivo y rock psicodélico peruano, formado en 1970 y oficialmente se llamaron El Álamo en abril de 1971 y en diciembre grabaron su único LP el cual fue una mezcla de sonidos psicodélicos, progresivos, latin e instrumental dejando una huella marcada en la historia del rock peruano.

## Historia
El grupo se formó en Magdalena empezando a tocar y ensayar en 1970 y estuvo conformado por Luis Iturry en voz y guitarra rítmica, Tino Pow Sang en primera guitarra, Ricardo Allison en batería y Arturo Montenegro en bajo. Sus primeros ensayos los realizaban en la casa de la familia del vocalista Luis Iturri en Magdalena. En sus inicios hicieron rock progresivo pero luego su sonido se fue expandiendo por el lado del rock psicodélico, teniendo un estilo hippie como Jefferson Airplane y latin como Santana.
En abril de 1971 se llamaron oficialmente El Álamo y bajo este nombre tocaron junto a otras bandas de la escena como PAX en distintos lugares de Lince, Magdalena, Pueblo Libre y Jesús María.
En diciembre de 1971 grabaron su recordado LP titulado Malos Pensamientos, el cual se llevó a cabo en solo un día, para la grabación del disco contaron con Jaime Salinas en el órgano figurando este en las fotos y portada del disco. Ese día de la grabación también contaron con el apoyo del recordado músico peruano Aníbal López en las tumbas y congas. El arte de la foto en la portada del LP fue hecha por Estanislao Ruiz (director de la revista "Rock"). Varios de sus temas tuvieron mucha difusión en radios como Radio Miraflores entre otras, sin embargo la dictadura militar de la época al prohibir el rock hizo que muchos grupos de la época, tuvieran menos difusión y así la banda se presentaría en pequeños locales como "El Embassy" o "La Fontana" para luego de un tiempo y tras un solitario disco de 45 r. p. m. la banda se separara y todos sus integrantes a excepción de "El Chino" Pow Sang, quien siguió pero en otro ritmo musical, se alejaran definitivamente de la música, sin embargo dejando una clara huella con aquel LP donde el grupo supo combinar armónicamente el rock progresivo, el rock psicodélico y el latin rock siendo así una de las más recordadas joyas del rock peruano de aquella brillante época. Hoy en día el disco ha sido reeditado en EE. UU. y en Italia por la disquera GDR.

## Discografía

### Álbum de estudio
- Malos Pensamientos (Decibel 1971)